# 常如
常如（じょうにょ）は、江戸時代初期の浄土真宗の僧。東本願寺第十五代法主 。

## 生涯
本ページでは、年齢は、数え年。日付は、暦の正確性、著作との整合を保つため、貞享元年12月30日（1685年2月3日 ）までは、宣明暦表示。 貞享2年1月1日（1685年2月4日）からは、貞享暦表示とする（生歿年月日を除く）。
寛永18年5月4日（1641年6月12日）、東本願寺第十四代 琢如の長男として誕生。母は近衛信尋の娘。
寛文4年（1664年）12月、琢如の退隠により第十五代法主を継承する。
寛文7年（1667年）、本堂改築を発願。
寛文10年（1670年）、本堂落慶。
延宝6年（1678年）、弟の一如を法嗣とする。
延宝7年（1679年）、法主を譲り退隠する。
元禄7年5月22日（1694年6月14日）、54歳にて示寂。